# 華納莫體育會
華納莫體育會（瑞典語：IFK Värnamo）是一支位於韦纳穆的瑞典足球會，現時於瑞典足球超級聯賽作賽。球會最著名的球員是约纳斯·特恩，他是瑞典出戰1994年世界盃的隊長。